# Das achte Gebot (1915)
Das achte Gebot ist ein kurzes, deutsches Stummfilmdrama aus dem Jahre 1915 mit Rudolf Schildkraut.

## Handlung
Der Spekulant Block hat mit der Baronesse Lissi Hohenbach eine sehr viel jüngere Frau geheiratet, die den nicht allzu attraktiven Mann ausschließlich wegen seines Geldes nahm. In Wahrheit liebt sie mit dem schmucken Erich von Branden einen anderen Mann, den sie auch während ihrer Ehe nicht vergessen kann. Block hat Branden in der Hand, besitzt er doch einen Wechsel von ihm. Um ihre große Liebe vor ihrem Spekulanten-Gatten zu retten, stiehlt Blocks Gattin kurzerhand diesen Wechsel aus dessen Brieftasche. 
Dabei wird sie von Block beobachtet, der aber nicht eingreift, da er einen ganz bestimmten, hinterhältigen Racheplan verfolgt. Unter einem Vorwand bestellt Block von Branden zu sich und lässt ihn kurzzeitig in seinem Arbeitszimmer allein. Als Block wieder zurückkehrt, beschuldigt er den Schuldner des Diebstahls. Blocks Plan geht auf, Erich von Branden wird verhaftet und eingekerkert. Schließlich aber packt Block die Reue für sein schändliches Tun und gesteht seiner Gattin den Racheplan. Dann nimmt er einen Revolver und erschießt sich.

## Produktionsnotizen
Das achte der Zehn Gebote lautet: „Du sollst nicht falsches Zeugnis reden wider deinen Nächsten“.
Der Film Das achte Gebot entstand zum Jahresbeginn 1915 im Union-Atelier in Berlin-Tempelhof, maß eine Länge von 845 Metern auf zwei Akten und wurde am 25. Februar 1915 uraufgeführt.
Die Filmbauten schuf Paul Leni.

## Kritiken
„Das Spiel Schildkrauts ist tief ergreifend und lebenswahr und zeigt uns das vielseitige Können dieses hervorragenden Bühnen- und Filmkünstlers von einer neuen Seite.“